# Brachychalcinus
Brachychalcinus és un gènere de peixos de la família dels caràcids i de l'ordre dels caraciformes.

## Taxonomia
- Brachychalcinus copei (Steindachner, 1882)[2]
- Brachychalcinus nummus (Böhlke, 1958)[3]
- Brachychalcinus orbicularis (Valenciennes, 1850)[4]
- Brachychalcinus parnaibae (Reis, 1989)[5]
- Brachychalcinus retrospina (Boulenger, 1892)[6][7][8][9][10][11][12][13]